# إيتالو أندرسون دوارتي دي سانتانا
إيتالو أندرسون دوارتي دي سانتانا هو لاعب كرة قدم برازيلي في مركز الدفاع، ولد في 22 فبراير 1989 في ماسايو في البرازيل. لعب مع نادي سي آر بي.

## وصلات خارجية
- إيتالو أندرسون دوارتي دي سانتانا على موقع Soccerway.com (الإنجليزية)